# Dąbrowa (Sulmierzyce)
Pour les articles homonymes, voir Dąbrowa.
Dąbrowa (prononciation [dɔmˈbrɔva]) est un village de la gmina de Sulmierzyce, du powiat de Pajęczno, dans la voïvodie de Łódź, situé dans le centre de la Pologne.
Il se situe à environ 1 kilomètre au sud-ouest de Sulmierzyce (siège de la gmina), 15 kilomètres à l'est de Pajęczno (siège du powiat) et 70 kilomètres au sud de Łódź (capitale de la voïvodie).
Le village compte une population de 120 habitants en 2006.

## Administration
De 1975 à 1998, le village était attaché administrativement à l'ancienne voïvodie de Piotrków.

Depuis 1999, il fait partie de la nouvelle voïvodie de Łódź.